# Myrteta tripunctaria
Myrteta tripunctaria är en fjärilsart som beskrevs av John Henry Leech 1897. Myrteta tripunctaria ingår i släktet Myrteta och familjen mätare. Inga underarter finns listade i Catalogue of Life.